# Плужник Євген Павлович
Євге́н Па́влович Плу́жник (літературний псевдонім Кантемирянин; 14 (26) грудня 1898, Кантемирівка, Богучарський повіт, Воронізька губернія, Російська імперія — 2 лютого 1936, Соловецькі острови, Архангельська область, РРФСР, СРСР) — український поет, драматург, перекладач зі східної Слобожанщини. Один з представників розстріляного відродження, жертва сталінського терору.

## Життєпис

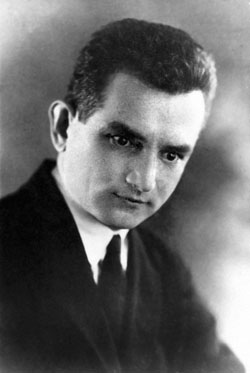
Євген Плужник у 1920-х рр.

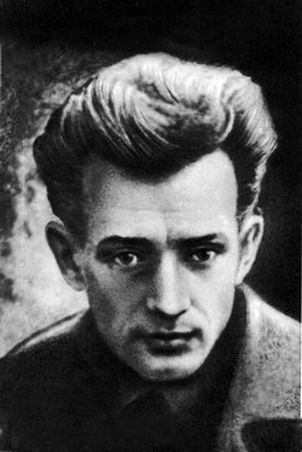
Євген Плужник

Народився у слободі Кантемирівка Богучарського повіту Воронізької губернії (Східна Слобожанщина). Батько його виходець із Полтави.
Деякий час вчився у Воронезькій гімназії (виключений за участь у нелегальних гуртках), пізніше — у Ростові-на-Дону, Боброві (Воронежчина). 1918 року родина переїздить на Полтавщину, де Є. Плужник працює вчителем мови та літератури.
З 1920 року навчався у Київському зоотехнічному інституті, в якому працював чоловік його сестри; навчання покинув, щоб стати актором. З 1921 року поет навчався у Київському музично-драматичному інституті імені Миколи Лисенка, де вчився у відомого тоді професора Володимира Сладкопевцева разом із В. Строєвим та В. Осєєвою. Попри успіхи в інституті він змушений покинути навчання через туберкульоз. З 1924 року стає активним учасником організації «Ланка».
У 1926 році хвороба загострилася, однак поет вижив («Ти знаєш, якщо дуже захотіти, можна і не вмерти…»). Лікування проходив у Ворзелі. Відтоді двічі на рік — в Криму або на Кавказі. З 1923 року Євген працював у редакціях перекладачем, а вечорами продовжував самоосвіту й писав вірші.
4 грудня 1934 року заарештований НКВС. Звинувачений у належності до так званої націоналістичної терористичної організації. У березні 1935 року виїзною Військовою колегією Верховного суду разом з Г. Епіком, М. Кулішем, В. Підмогильним, О. Ковінькою та іншими засуджений до розстрілу. Згодом вирок змінено на довготривале табірне ув'язнення на Соловках, де він помер від туберкульозу. Його останніми словами була фраза «Я вмиюся, пригадаю Дніпро і вмру». Похований на табірному кладовищі. Могила не збереглася.
Реабілітований у серпні 1956 року. Умовна могила — на Байковому кладовищі в Києві, 9 ділянка.

## Літературна діяльність

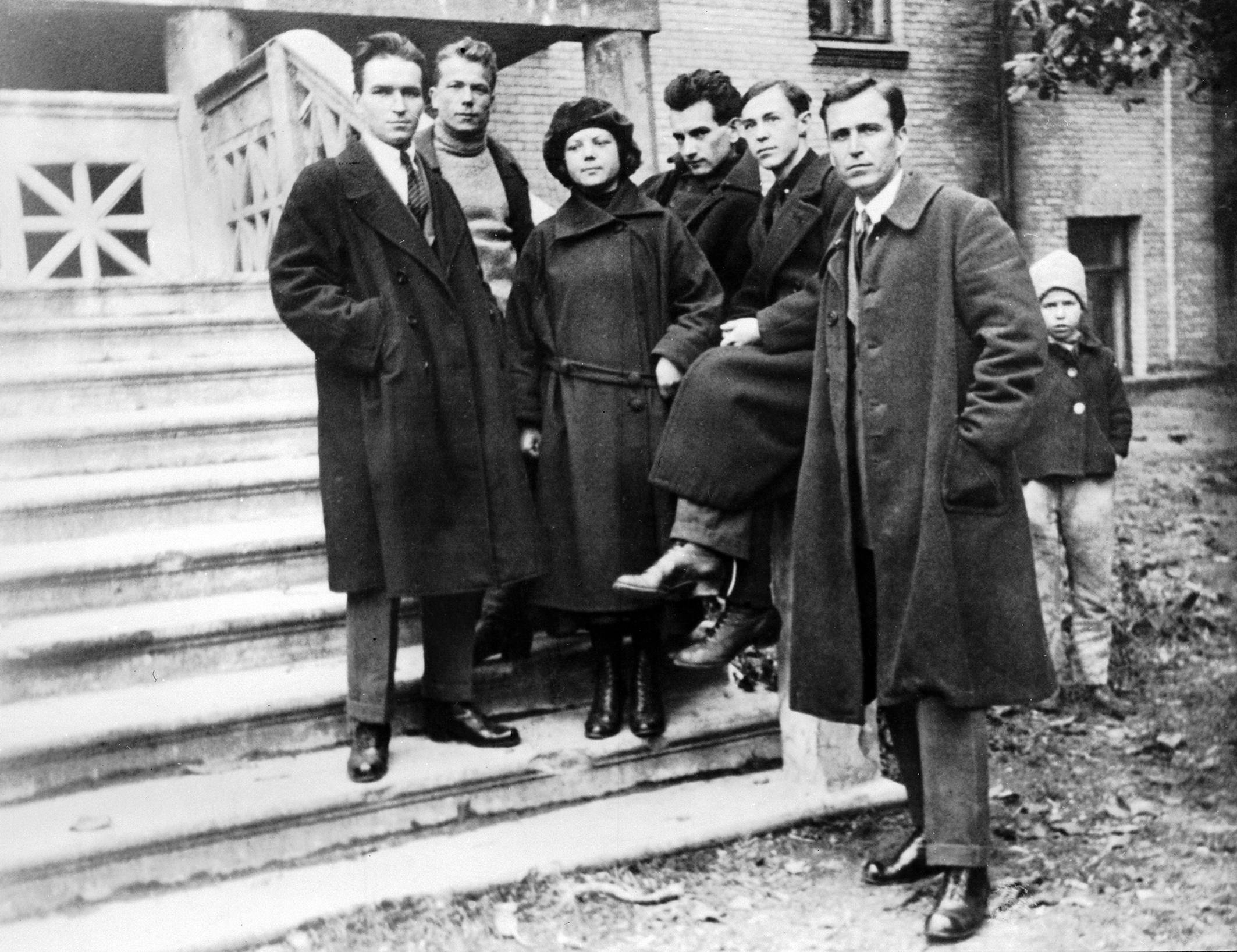
Члени літературного об'єднання «Ланка». Зліва направо: Борис Антоненко-Давидович, Григорій Косинка, Марія Галич, Євген Плужник, Валер'ян Підмогильний, Тодось Осьмачка. 1925 рік.

Літературну діяльність розпочав на початку 1920-х років. Перші твори під власним прізвищем опубліковані 1924 року. В літературу ввійшов завдяки старанням Ю. Меженка, який перший оцінив талант поета і привів його на засідання «Аспису». Поезію Є. Плужника високо оцінили М. Рильський, М. Зеров, М. Бажан.
Друкувався в журналах «Глобус», «Нова Громада», «Червоний Шлях», «Життя й Революція». У середині 1920-х років видав свої перші поетичні збірки «Дні» (1926) і «Рання осінь» (1927).
Поезії Плужника притаманні глибокий ліризм, драматизм почуттів, майстерна поетична мова.
Входив до літературних об'єднань «АСПИС» (1923—1924), «Ланка» та «МАРС». У «Ланці» був опонентом Т. Осьмачки. В тогочасній літературі — В. Сосюри.
Працював разом з В. Атаманюком і Ф. Якубовським над «Антологією української поезії» (1930—1932).
Перекладав «Невський проспект» та «Одруження» Миколи Гоголя, «Похлібці» та «Злодії» Антона Чехова, «Тихий Дон» Михайла Шолохова, «Дитинство» й «Отроцтво» Л. Толстого, «Діло Артамонових» М. Горького, «Острів попелятих песців» Я. Кальницького, «Зруйновані гнізда» І. Кіпніса.
Плужник — автор збірки поезій «Рівновага» (1933, опубліковано в Аугсбурзі 1948, в Україні — 1966), роману «Недуга» («Сяйво», 1928), п'єс «Професор Сухораб» (1929), «У дворі на передмісті» (1929), «Болото» (текст невідомий), віршованої п'єси «Змова в Києві» («Шкідники», «Брати»). Останню мав ставити театр імені І. Франка (режисер Кость Кошевський) та «Березіль» Леся Курбаса.
Автор вірша в оповіданні Валер'яна Підмогильного «Третя революція». Написав кілька сценаріїв для ВУФКУ, однак фільми поставлені не були, доля сценаріїв невідома.
Спільно з Валер'яном Підмогильним уклав словник «Фразеологія ділової мови» (1926, 1927).
Заради заробітку робив мовну редакцію «робітничих» письменників, зокрема, редагував «Роман міжгір'я» Івана Ле.

## Афоризми
- Де українців два, там і лінгвістів двоє.
- Минуло всім, але не всім минулось.
- Як два по два чотири: лівіють погляди — псуються і маніри.
- Зміст — справа поглядів і часто… гонорару…
- Люди часто говорять: «Я вас кохаю» тоді, як треба казати: «Я вас хочу…» Причім дуже часто на місце цього «вас» у другій формулі можна підставляти багатьох…
- Хай розмовляють ті, кому сказати нічого…
- Щоб покохати жінку, треба полюбити її як людину. Шукати в жінці людину — це суть кохання; в нім різність статей тільки підкреслює одність єства.
- Та це ж розмова лиш! — Але розмова довга: почнеш у Києві, кінчиш на Соловках!

## Родина
1923 року поет одружився з Галиною Автономівною Коваленко (1898-1989), яка походила з Полтавщини. Дітей не мали. 1943 року Г. Коваленко емігрувала до Львова, згодом до Німеччини і зрештою до США. Написала спогади про поета. Померла 4 серпня 1989 у Нью-Йорку. Некрологом на її смерть "На могилу Г. Плужник-Білоус" відгукнулася видатна українська оперна співачка Марія Сокіл-Рудницька, яка добре знала її. Молодші рідні сестри Галини  - Таїсія і Тетяна Коваленки жили і померли в Києві після 1989. Всі вони до арешту поета в 1934 опікувалися хворим Євгеном Плужником, створюючи всі можливі побутові умови для його творчості. Таїсія Коваленко друкувала на машинці "Російсько-український фразеологічний словник. Уложили В. Підмогильний - Є. Плужник" , перевиданий 1993 в Києві.
Сестри Галини Ковленко-Плужник - Марія Юркова (двоюрідна)  та Таїсія Коваленко (рідна) берегли пам'ять про поета та сприяли його реабілітації і перевиданням його творів.

## Вшанування

Меморіальна дошка на будинку в Києві на Прорізній вулиці

- У 1992 році його іменем названа Центральна районна бібліотека у Шевченківському районі Києва;
- На будинку в Києві, що на вулиці Прорізній, № 18/1, де у 1923—1934 роках мешкав митець, встановлена меморіальна дошка (скульптор Олександр Чоботар, архітектор Олег Стукалов);
- В кількох населених пунктах України існують вулиці, названі на честь Євгена Плужника;
- З 2001 року в Києві присуджується Мистецька премія «Київ», де номінація у галузі літератури носить ім'я літератора;
- 26 грудня 2018 року на державному рівні в Україні відзначалася пам'ятна дата — 120-ліття з дня народження Євгена Плужника[6].
- 26 липня 2024 року вулицю Вербицького в Миколаєві перейменовано на вулицю Євгена Плужника[7].

## Цікаві факти
Став прообразом для поета Вигорського з роману Валер'яна Підмогильного «Місто».